# Walpurgiskirche (Alsfeld)

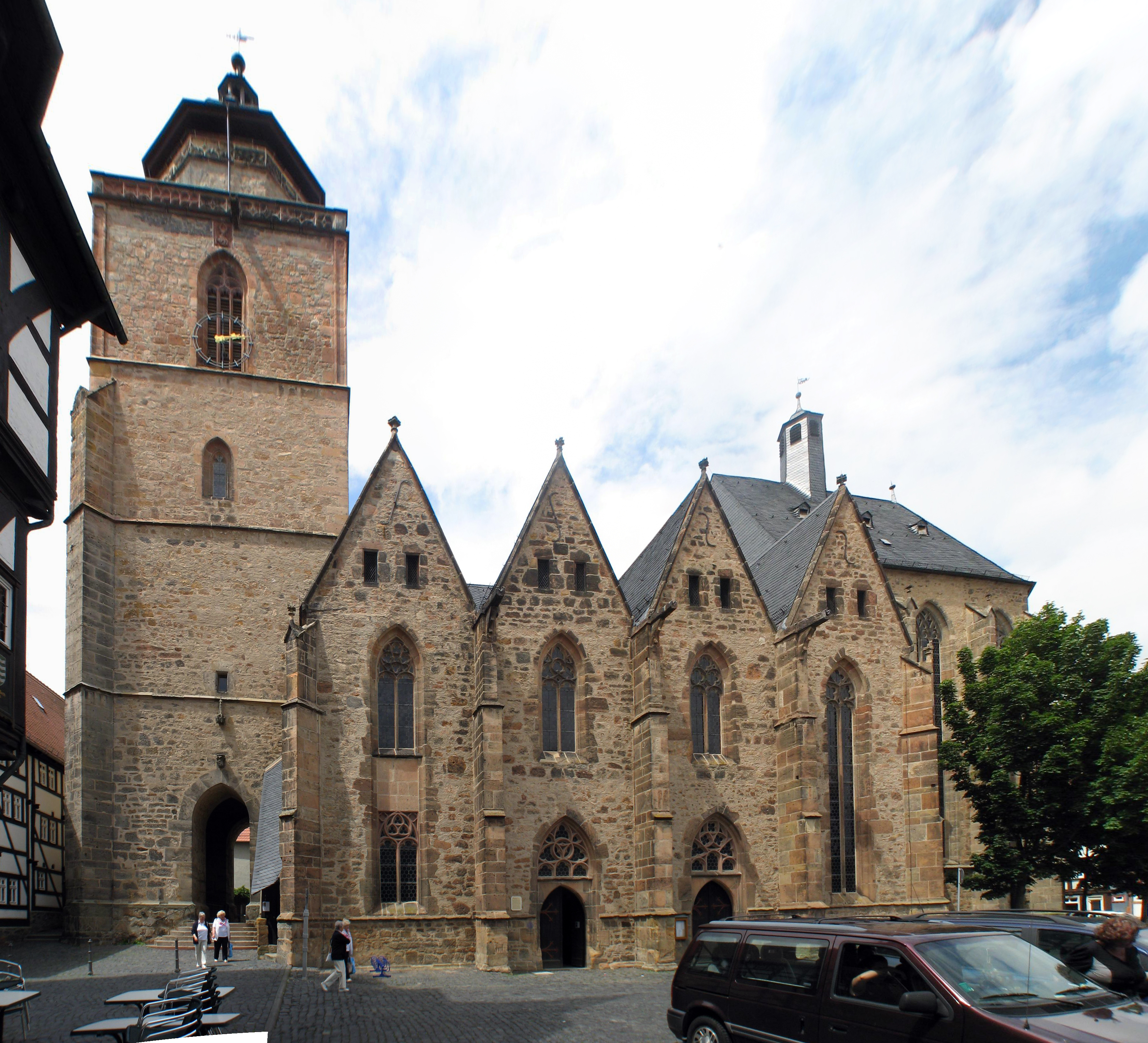
Walpurgiskirche in Alsfeld

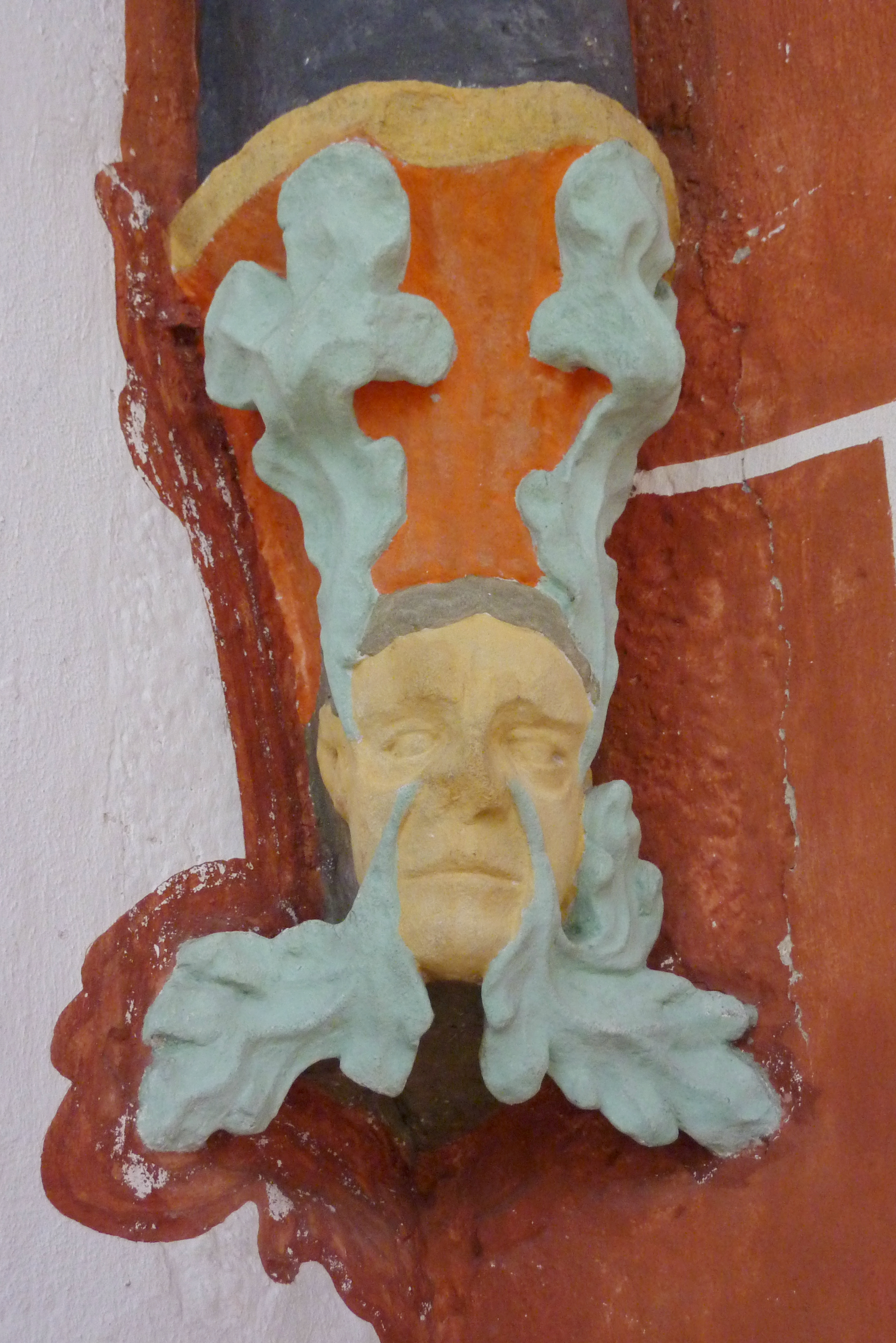
Polychrom Blattmasken-Konsole im Chor

Die Walpurgiskirche ist die evangelische Hauptkirche der Stadt Alsfeld im mittelhessischen Vogelsbergkreis.

## Geschichte
Ein Pfarrer für Alsfeld (Johannes Plebanus de Ailesvelt) ist erstmals für 1233 genannt. 1521 weilte Martin Luther in der Stadt, die 1525 protestantisch wurde.

## Baugeschichte

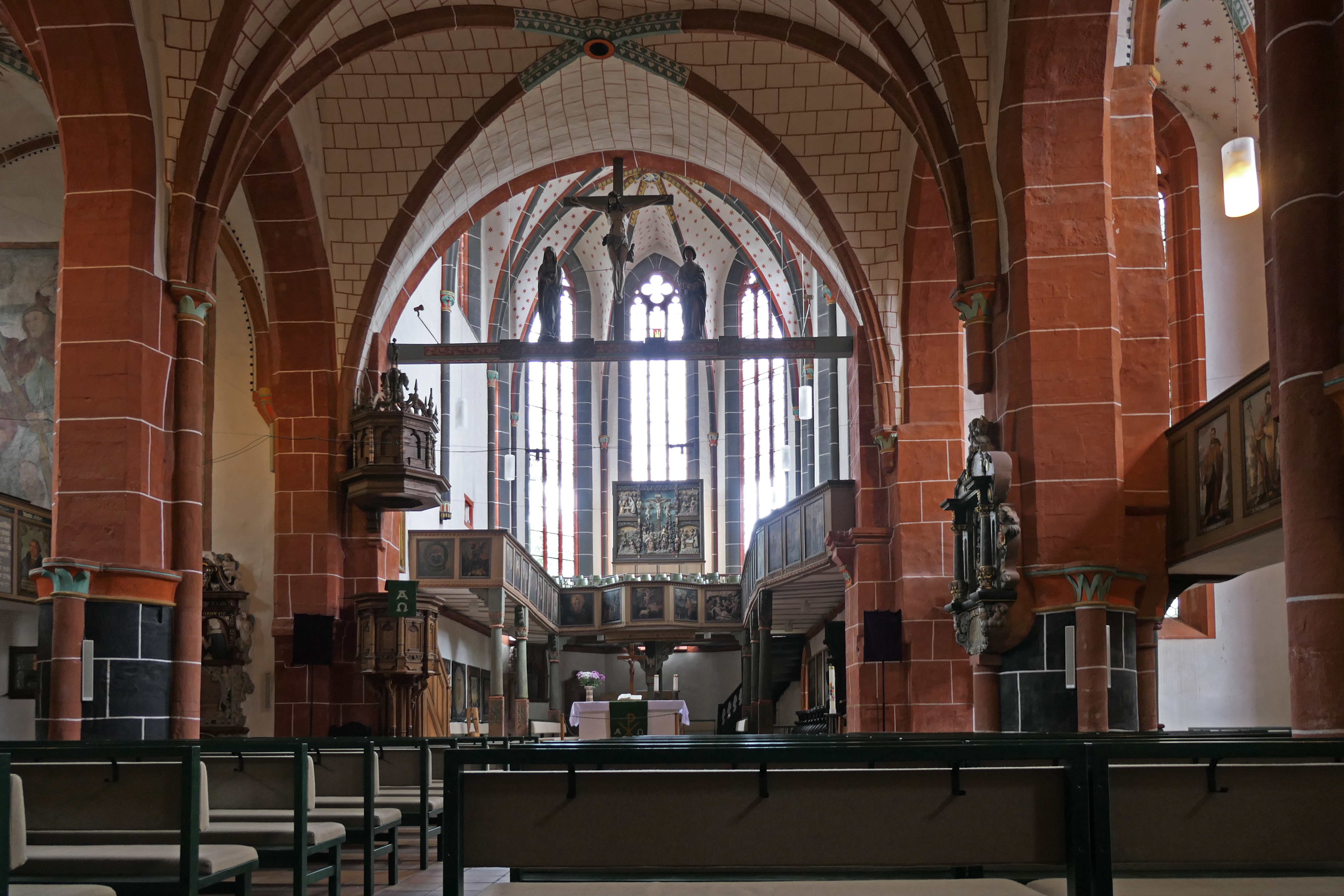
Innenansicht

Die Baugeschichte der Walpurgiskirche ist durch Grabungen 1971/72 erschlossen. Ausgangspunkt war eine relativ kleine romanische Querhausbasilika im Bereich des heutigen Langhausmittelschiffs. Den Kern des heutigen Bauwerks bildete eine frühgotische Querhausbasilika des mittleren 13. Jahrhunderts, die zunächst um den Erstbau herum angelegt wurde, um erst nach dessen Abbruch mit drei niedrigen Pfeilerpaaren fertiggestellt zu werden. Zu diesem gotischen Kirchenbau gehörte ein Chorbau, der ab 1393 durch den bestehenden, höheren und um ein Joch längeren spätgotischen Chor ersetzt wurde. Die an den Strebepfeilern angebrachten Konsolfiguren zeigen eine deutliche Beeinflussung durch die Bildhauerkunst des Prager Dombaumeisters Peter Parler. Am 25. Januar 1394 stürzte der ursprüngliche Turm ein und wurde anschließend neu errichtet, der heutige Oktogonaufsatz mit Haube wurde erst 1543 vollendet. Das frühgotische Langhaus wurde ab der Mitte des 15. Jahrhunderts unter Erhöhung der Pfeiler im Innern zu einer 1472 vollendeten Hallenkirche ausgebaut, wobei Reste der alten Mittelschiffsmauern erhalten blieben.
In einer zu den Architekturformen passenden Bildsprache schuf Charles Crodel 1963 in Verbindung mit dem Architekten Theo Kellner die den Kirchenraum prägende Gesamtverglasung.

## Glockenturm der Walpurgiskirche

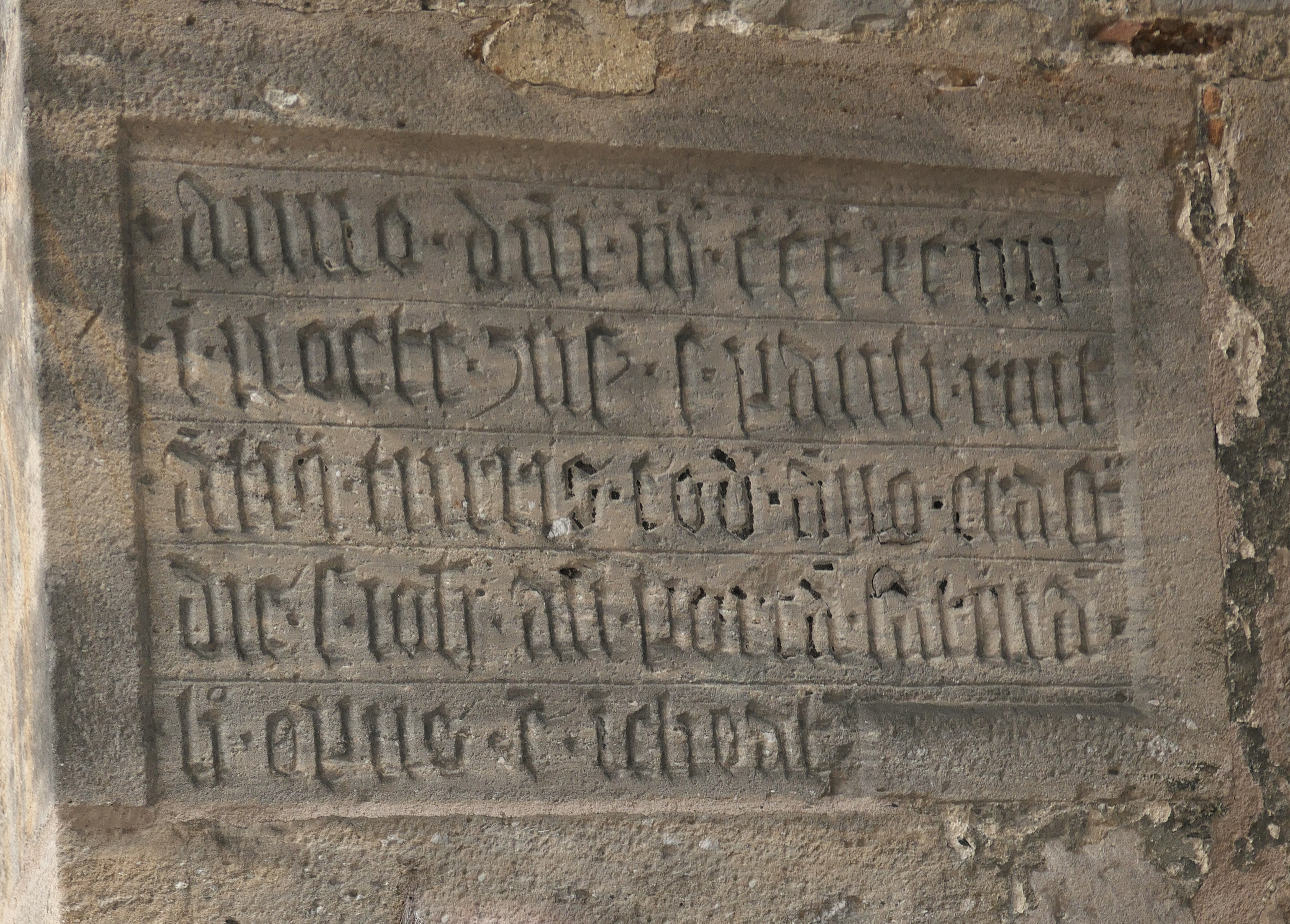
Inschrift zum Turmeinsturz

Der Turmschaft ist in gotischem Stil, das Oktogon sowie die Dachhaube im Baustil der Renaissance gehalten. Der in der Nacht zum 25. Januar 1394 eingestürzte Vorgängerturm war im letzten Drittel des 13. Jahrhunderts erbaut worden. An den Einsturz erinnert noch heute eine lateinische Inschrift am Turmdurchgang: anno dm m ccc xciiii i nocte jns s pauli ruit atiq turris eod ano crast die s joh an porta latina n opus ichoat. (Im Jahre des Herren 1394 in der Nacht Sankt Pauli Bekehrung (25. Januar) ist der alte Turm eingestürzt. Im selben Jahr ist das Werk am Tage nach S. Johannis ante portam latinam (7. Mai) begonnen worden.)
Links der Treppe des Durchgangs befindet sich ein Höhenbolzen, der eine Höhe von ca. 268,5 Meter über NN bekannt gibt. Unter dem äußeren Treppenaufgang befindet sich eine Art Verlies aus dem Jahr 1558, welches für ungehorsame Schüler der gegenüberliegenden Lateinschule sowie für störende Gottesdienstbesucher verwendet wurde. Unter dem Durchgang befindet sich in der Decke eine Lücke, durch welche eine Art Aufzug Gegenstände den Kirchturm hinaufbefördern kann. Auch heute werden so an Heiligabend die Tannenbäume auf den Turm gebracht. Das Flächenmaß beträgt von außen 10,6 * 10,6 m, von innen 5 * 5 m. So ergibt sich einer Mauerdicke von 2,5 bis 2,7 m. Der Turm zählt 145 (+18) Stufen. Im Oktogon lebte damals ein Türmer mit seiner Familie, dessen Aufgabe es war, nicht nur die Uhrzeit zu schlagen, sondern auch feindlichen Angriff und Feuer bekannt zu geben.
Seit 1674 findet jährlich das Christkindwiegen statt. Musiziert wird von drei Seiten. Zur vierten Seite gibt es eine Geschichte, die auch Johann Wolfgang von Goethe in seiner Ballade „Der Totentanz“ verwebt. Laut einer Alsfelder Sage erschien den Sängern und Musikanten ein Geist, der unter Gewaltandrohung das Spielen von dieser Stelle bis zum heutigen Tag verhindere.

### Glocken
Die Walpurgiskirche verfügt über insgesamt sieben Glocken. Das vierstimmige Hauptgeläut erklingt zum Einläuten des Sonntags am Samstagabend und zum Hauptgottesdienst an Sonntagen und ist in seiner heutigen Form seit 1617 nicht mehr verändert worden.
- Die kleinste Glocke ist zugleich die jüngste und wurde 1617 von einem Meister aus Lothringen gegossen. Sie heißt Gerichtsglocke und rief früher die Bürger zur Reinigung des durch die Stadt fließenden Liederbaches auf. Ihr Schlagton ist a1.
- Aus dem Jahre 1545 (Jörg Görz und Johannes Schofmann) stammt die Sturmglocke im Schlagton gis1. Ein Teil ihrer Inschrift lautet:

„Das Wort Gott bleibt ewig. Sturmglock heiß ich“.
Diese spätmittelalterliche Glocke weist durch ihre überaus schwere Rippe einen fülligen und zugleich herben Klang auf.
- Die älteste Glocke ist die 1333 gegossene Mittagsglocke mit der Inschrift:

„Anno domini MCCCXXXIII fusa est haec campana“ (Im Jahre des Herrn 1333 ist diese Glocke gegossen worden).
Unter dem Wort „campana“ ist ein Kruzifix angebracht. Die Glocke erklingt in g1.
- Die größte Alsfelder Glocke ist die 1.635 Kilogramm schwere Sonntagsglocke. Sie wurde am 13. Juli 1582 von Laux Rucker in der damals noch leerstehenden Klosterkirche gegossen. Ihre Inschrift lautet:

„Servio Christo dum resonando ad sacra verba et pia vota convoco cœtus Christi colarum. MDLXXXII“
(„Ich diene Christus, indem ich durch meinen Klang zu heiligen Reden und frommen Gebeten die Versammlung der Christusverehrer rufe“)
Auf beiden Seiten ist das Alsfelder Wappen angebracht. Dazwischen eine Taube als Sinnbild des Heiligen Geistes. Ihr Schlagton ist das f1. Sie erklingt mittags um 12 Uhr und abends zum Feierabend.
- Im Dachreiter hängt noch die alte Vaterunserglocke (Schlagton cis3), wahrscheinlich aus dem Jahre 1392. Sie kann nur per Seilzug geläutet werden.
- Die beiden Uhrschlagglocken in der Laterne des Turmhelmes sind 1920 in den Tönen g2 und b2 von der Firma Buderus gegossen worden.
- Seit dem 3. Dezember 2006 ertönt fünfmal täglich das Carillon, das von einem Privatmann gestiftet und von der Glocken- und Kunstgießerei Rincker gegossen wurde.

Erstmals zum Heiligen Abend 1993 erklang das Alsfelder Stadtgeläut, das aus den Geläuten der benachbarten Christkönigkirche (Tonfolge f1–b1–c2–d2–f2), der Dreifaltigkeitskirche (es2–g2–b2–c3) und dem Geläut der Walpurgiskirche besteht. Seitdem erklingt es zum Jahreswechsel und vor hohen Feiertagen zum Einläuten.

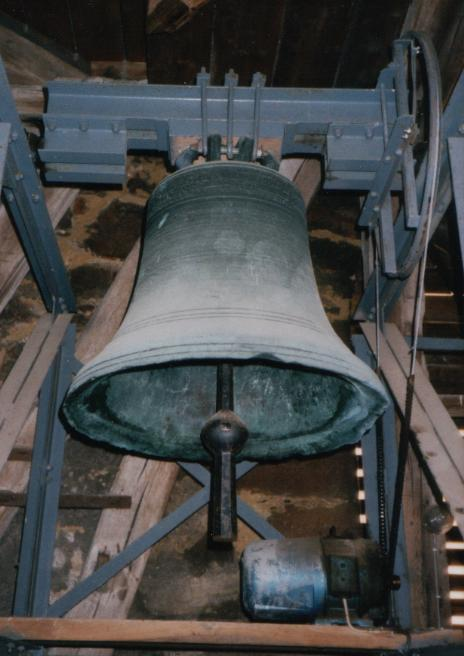
Gerichtsglocke
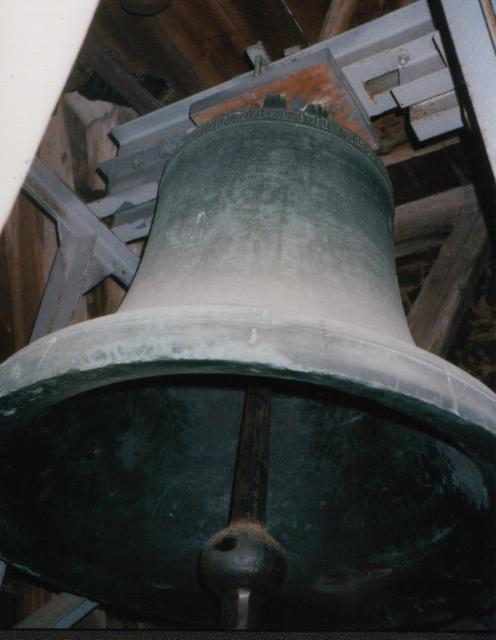
Sturmglocke
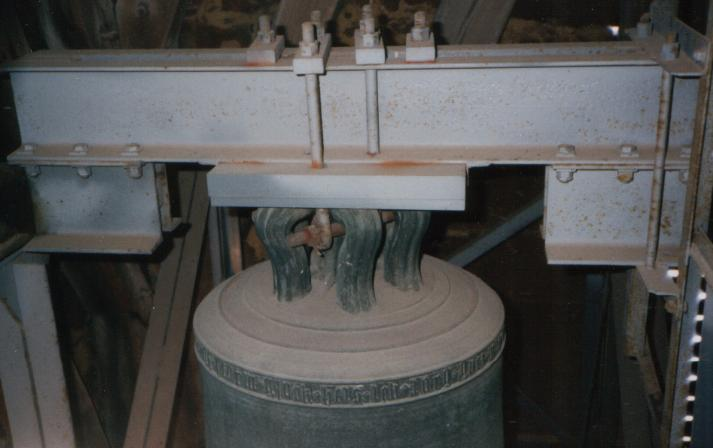
Joch und Inschrift der Sturmglocke
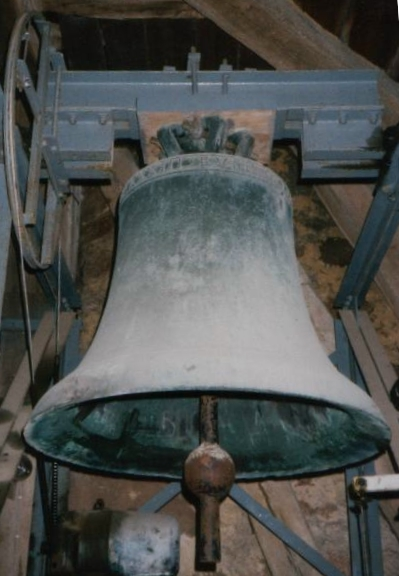
Mittagsglocke
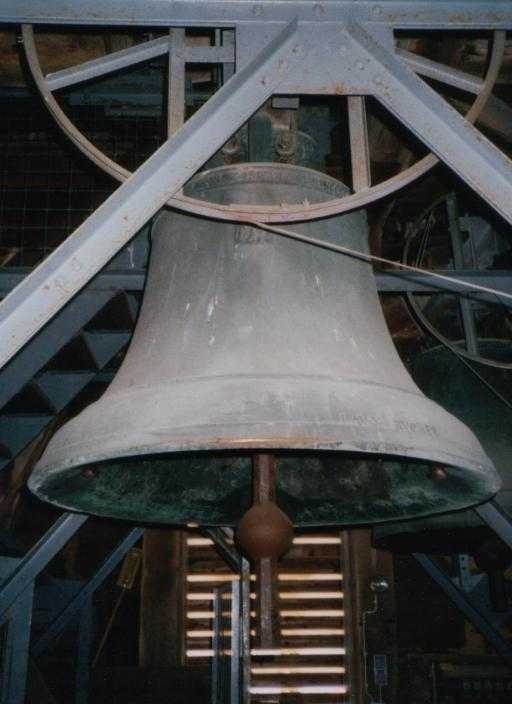
Sonntagsglocke

## Orgel

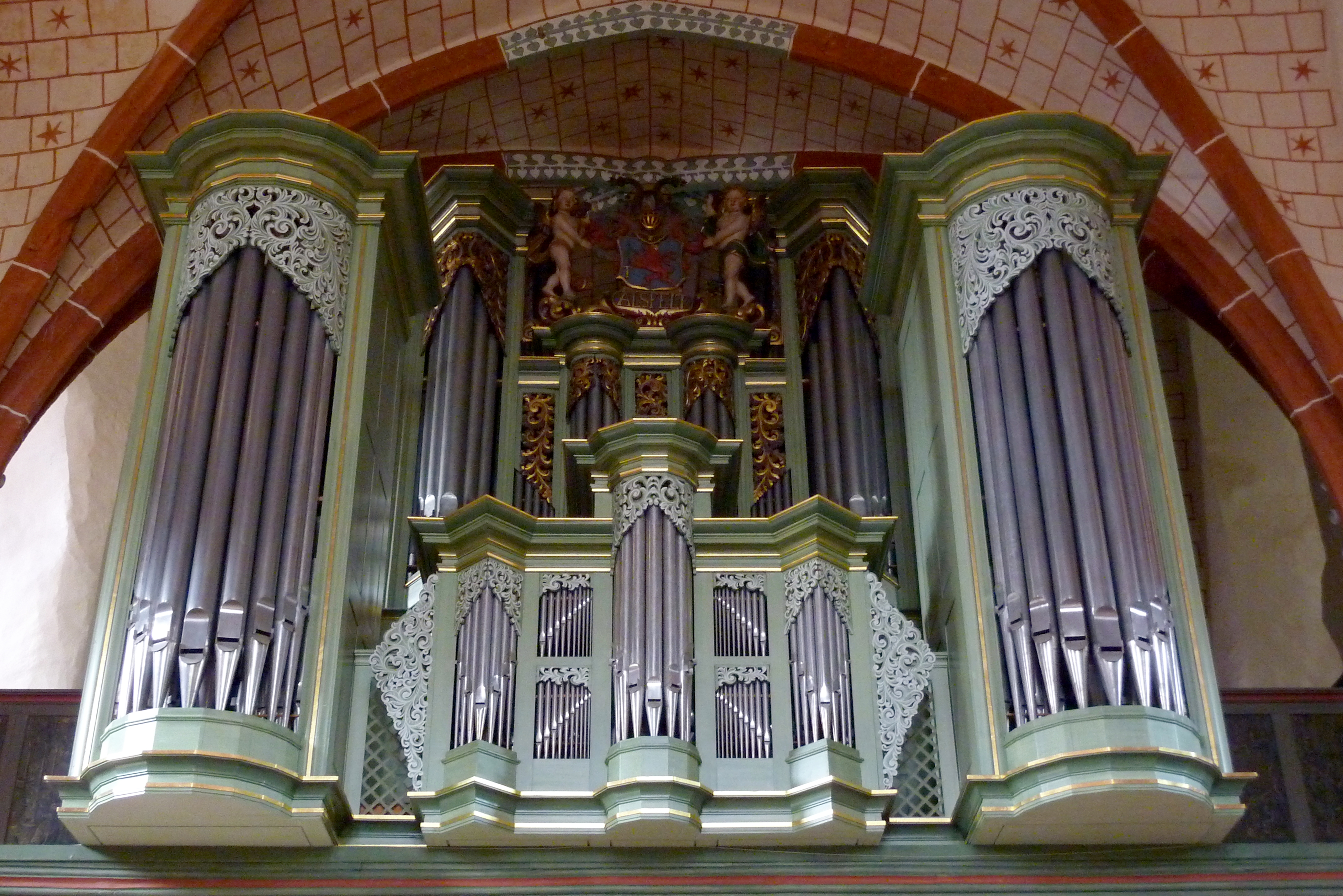
Blick auf die Orgel (historisches Hauptwerk-Gehäuse in der Mitte oben)

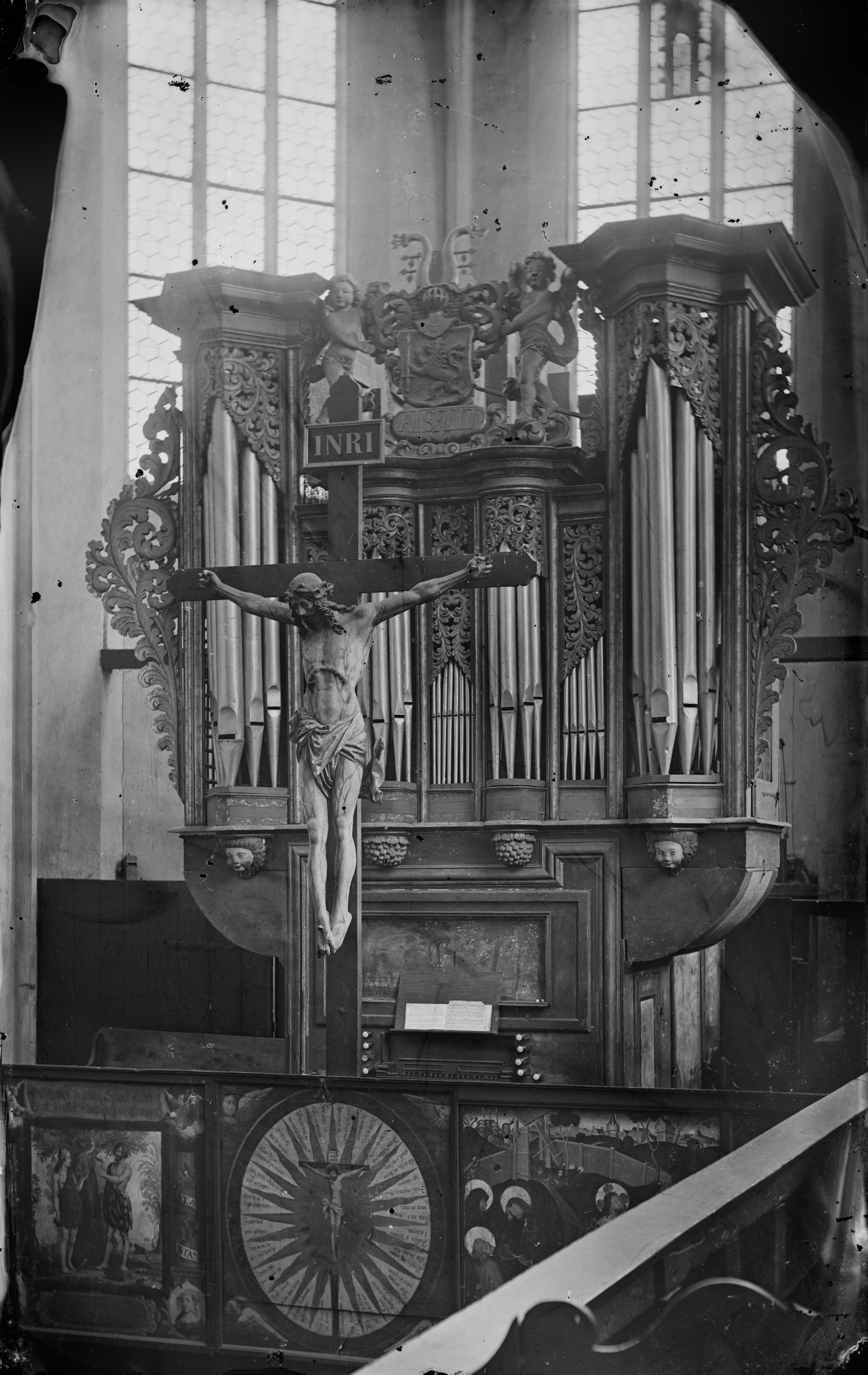
Historischer Zustand der Orgel (etwa 1880)

Eine erste Orgel wurde 1466 gestiftet, möglicherweise von Henne Orgeler, der als Baumeister die Stiftung bezeugte. Das kleine Positiv wurde auf der Chorempore aufgestellt und zum letzten Mal 1659 erwähnt. 1661/1662 gelangte es in die Dreifaltigkeitskirche, wo es 1772 ersetzt wurde. Auf der nördlichen Chorempore über der Gerb-Kammer errichtete Meister Paul von Göttingen 1550 eine größere Orgel. Sie verfügte über 13 Register auf einem Manual und Pedal. Die kleine Orgel, die ursprünglich wohl in der Emporenmitte stand, wurde 1552 auf die 1550 errichtete Südempore umgesetzt. Die große Orgel wurde nach den Schäden von 1646 durch den Dreißigjährigen Krieg instand gesetzt und farblich neu gefasst. Vermutlich wurde auch das Schnitzwerk erneuert. Durch Orgelbauer Johannes Bien aus Blankenau erfolgte ein Umbau und eine Umsetzung in die Mitte des Chors. Die Disposition mit 13 Registern ist weitgehend die von 1550. Ungeklärt ist, auf wen und wann die Verbreiterung des Hauptwerk-Prospekts um die zwei trapezförmigen Basstürme und die Gestaltung mit den zwei Rundtürmen und drei Flachfeldern in derselben Höhe zurückgehen. Förster & Nicolaus Orgelbau bauten hinter dem historischen Prospekt ein neues Werk mit zwei Manualen und 35 Registern und ergänzten die beiden polygonalen Pedaltürme in der Emporenbrüstung. 1960 folgte eine Umdisponierung.
1982 wurde von Gebrüder Hillebrand Orgelbau in dem vorhandenen Gehäuse und unter Einbeziehung der historischen Prospektpfeifen ein neues Instrument erbaut, das um ein Rückpositiv ergänzt wurde. Das Schleifladen-Instrument hat 26 Register auf zwei Manualwerken und Pedal. Die Spiel- und Registertrakturen sind mechanisch.
| I Hauptwerk C–g3 |            |       |
| 1.               | Quintadena | 16′   |
| 2.               | Principal  | 8′    |
| 3.               | Hohlpfeife | 8′    |
| 4.               | Gambe      | 8′    |
| 5.               | Oktave     | 4′    |
| 6.               | Spitzflöte | 4′    |
| 7.               | Quinte     | 2 ⁄3′ |
| 8.               | Octave     | 2′    |
| 9.               | Mixtur IV  | 1 ⁄3′ |
| 10.              | Trompete   | 8′    |

| II Rückpositiv C–g3 |                 |       |
| 11.                 | Gedackt         | 8′    |
| 12.                 | Principal       | 4′    |
| 13.                 | Rohrflöte       | 4′    |
| 14.                 | Flöte           | 2′    |
| 15.                 | Quinte          | 1 ⁄3′ |
| 16.                 | Sesquialtera II | 2 ⁄3′ |
| 17.                 | Scharf III      | 1′    |
| 18.                 | Vox Humana      | 8′    |

| Pedalwerk C–f1 |           |       |
| 19.            | Subbass   | 16′   |
| 20.            | Oktave    | 8′    |
| 21.            | Gedackt   | 8′    |
| 22.            | Oktave    | 4′    |
| 23.            | Nachthorn | 2′    |
| 24.            | Mixtur IV | 2 ⁄3′ |
| 25.            | Posaune   | 16′   |
| 26.            | Clairon   | 4′    |

- Koppeln: II/I, I/P, II/P